# Zachary Quinto
Zachary John Quinto (Pittsburgh (Pennsylvania), 2 juni 1977) is een Amerikaanse acteur bekend door zijn rollen als Adam Kaufman in 24, Sasan in So NoTORIous, en Gabriel "Sylar" Gray in NBC's Heroes.
Quinto is half-Italiaans en half-Iers. Hij bezocht de Carnegie Mellon School of Drama, waar hij in 1999 afstudeerde.
Vanaf 2000 twas hij te zien in verschillende film- en televisieproducties. In 2006 kwam hij bij de cast van NBC's Heroes als de met duistere krachten uitgeruste seriemoordenaar Gabriel "Sylar" Gray. Hij speelde in twee seizoenen van American Horror Story. In 2009 was hij voor het eerst te zien als het bekende personage Spock in de film Star Trek. Hij herneemt deze rol ook in de volgende 2 films, Star Trek: Into Darkness en Star Trek: Beyond. Hierdoor wordt hij meerdere keren vermeld in de populaire tv-serie The Big Bang Theory.
In 2008 besloten Quinto en zijn vrienden Corey Moosa en Neal Dodson om een productiebedrijf op te richten. Het project kreeg de naam "before the door". De bedrijfsnaam verwijst naar een van de eerste acteeroefeningen die de drie op Carnegie Mellon University leerden.

## Privé
Quinto heeft een Ierse wolfshond/Airedaleterriër genaamd Noah.
In oktober 2011 kwam Quinto publiekelijk uit de kast tijdens een interview over zijn rol in het toneelstuk Angels in America. In september 2012 werd bekend dat hij een relatie heeft met acteur Jonathan Groff.

## Film- en televisieloopbaan
- The Others, (televisieserie) 2000
- Touched By An Angel, 2001
- CSI: Crime Scene Investigation, 2002
- Off Centre, 2002
- Lizzie McGuire in episode #209, 'Party Over Here' , 2002
- Haunted (televisieserie), 2002
- The Agency, 2002
- Six Feet Under, 2003
- Charmed (Cat House), 2003
- Miracles, (televisieserie) 2003
- Murder Investigation, 2004
- 24, (televisieserie) 2004
- Hawaï, (televisieserie) 2004
- Joan of Arcadia, 2004
- Blind Justice, 2005
- Crossing Jordan, 2006
- Twins, (televisieserie) 2006
- So NoTORIous, 2006
- Heroes, (televisieserie) 2006 - 2010
- Star Trek, 2009
- American Horror Story, 2011
- Margin Call, 2011
- What's Your Number?, 2011
- Star Trek Into Darkness, 2013
- I Am Michael, 2015
- Hitman: Agent 47, 2015
- Star Trek: Beyond, 2016
- For the Love of Spock, (documentaire), 2016
- Snowden, 2016
- Tallulah, 2016
- Who We Are Now, 2017
- Aardvark, 2017
- Hotel Artemis (2018)
- High Flying Bird, 2019
- The Boys in the Band, 2020
- Truman & Tennessee: An Intimate Conversation, (documentaire, voice-over), 2020
- Superman: Man of Tomorrow, (animatiefilm, stemrol), 2020
- Chaperone (kortfilm), 2022
- He Went That Way, 2023
- Brilliant Minds, (televisieserie), 2024-heden
- Justice League: Crisis on Infinite Earths - Part One (animatiefilm, stemrol), 2024